# Ujazd Górny
Ujazd Górny (niem. Ober Mois) – wieś w Polsce położona w województwie dolnośląskim, w powiecie średzkim, w gminie Udanin.

## Historia
Miejscowość została wymieniona w zlatynizowanej, staropolskiej formie Uiasd w łacińskim dokumencie wydanym 10 sierpnia 1201 roku przez kancelarię papieża Innocentego III wydanym w Segni.
W latach 1975–1998 miejscowość administracyjnie należała do województwa legnickiego.

## Zabytki
Do wojewódzkiego rejestru zabytków wpisane są:
- kościół parafialny pw. św. Marcina, z początku XIII wieku, rozbudowany w 1857 roku - XIX wieku, 1963 r.;
- cmentarz przykościelny.

## Przemysł spożywczy
Istnieje tu Młyn Ujazd Górny, produkujący Mąki Bolesławieckie, wchodzący w skład Dolnośląskie Młyny S.A. Znajduje się tu także siedziba zarządu tej firmy.